# Rutland (graafschap)
Rutland (historisch: Rutlandshire) is een unitary authority, een ceremonieel graafschap en een district in de Engelse regio East Midlands en telt 39.474 inwoners.
De oppervlakte bedraagt 382 km² en is bijna even groot als het Isle of Wight. De groottes verschillen zo weinig dat bij eb Rutland het kleinste van de ceremoniële graafschappen van Engeland is maar bij vloed het Isle of Wight.
Rutland grenst in het westen en noorden aan Leicestershire, in het noordoosten aan Lincolnshire en in het zuidoosten aan Northamptonshire.
De voornaamste rivieren zijn de Welland en haar zijrivieren - de Gwash en de Chater.
De hoofdplaats is Oakham.
De schrijver Peter F. Hamilton is geboren en getogen in Rutland en heeft diverse van zijn sciencefictionboeken daar gesitueerd.

## Demografie
Van de bevolking is 16,7 % ouder dan 65 jaar. De werkloosheid bedraagt 1,9 % van de beroepsbevolking (cijfers volkstelling 2001).
Het aantal inwoners steeg van ongeveer 33.000 in 1991 naar 34.563 in 2001.

## Civil parishesin district Rutland
Ashwell, Ayston, Barleythorpe, Barrow, Barrowden, Beaumont Chase, Belton-in-Rutland, Bisbrooke, Braunston-in-Rutland, Brooke, Burley, Caldecott, Clipsham, Cottesmore, Edith Weston, Egleton, Empingham, Essendine, Exton, Glaston, Great Casterton, Greetham, Gunthorpe, Hambleton, Horn, Ketton, Langham, Leighfield, Little Casterton, Lyddington, Lyndon, Manton, Market Overton, Martinsthorpe, Morcott, Normanton, North Luffenham, Oakham, Pickworth, Pilton, Preston, Ridlington, Ryhall, Seaton, South Luffenham, Stoke Dry, Stretton, Teigh, Thistleton, Thorpe by Water, Tickencote, Tinwell, Tixover, Uppingham, Wardley, Whissendine, Whitwell, Wing.
Bedfordshire · Berkshire · City of Bristol · Buckinghamshire · Cambridgeshire · Cheshire · Cornwall · Cumbria · Derbyshire · Devon · Dorset · Durham · East Riding of Yorkshire · East Sussex · Essex · Gloucestershire · Greater London · Greater Manchester · Hampshire · Herefordshire · Hertfordshire · Isle of Wight · Kent · Lancashire · Leicestershire · Lincolnshire · City of London · Merseyside · Norfolk · Northamptonshire · Northumberland · North Yorkshire · Nottinghamshire · Oxfordshire · Rutland · Shropshire · Somerset · South Yorkshire · Staffordshire · Suffolk · Surrey · Tyne and Wear · Warwickshire · West Midlands · West Sussex · West Yorkshire · Wiltshire · Worcestershire
Overig: Stedelijke en niet-stedelijke graafschappen · Traditionele graafschappen
Bath and North East Somerset* · Bedfordshire · Berkshire · Blackburn & Darwen* · Blackpool* · Bournemouth* · Brighton & Hove* · Bristol* · Buckinghamshire · Cambridgeshire · Cheshire · Cornwall · Cumbria · Darlington* · Derby* · Derbyshire · Devon · Dorset · Durham · East Riding of Yorkshire* · East Sussex · Essex · Gloucestershire · Greater London · Greater Manchester · Halton* · Hampshire · Hartlepool* · Herefordshire* · Hertfordshire · Hull* · Isle of Wight* · Kent · Lancashire · Leicester* · Leicestershire · Lincolnshire · Luton* · Medway* · Merseyside · Middlesbrough* · Milton Keynes* · Norfolk · Northamptonshire · Northumberland · North East Lincolnshire* · North Lincolnshire * · North Somerset* · North Yorkshire · Nottingham* · Nottinghamshire · Oxfordshire · Peterborough* · Plymouth* · Poole* · Portsmouth* · Redcar & Cleveland* · Rutland* · Shropshire · Somerset · Southend-on-Sea* · Southampton* · South Gloucestershire* · South Yorkshire · Staffordshire · Stockton-on-Tees* · Stoke-on-Trent* · Suffolk · Surrey · Swindon* · Telford & Wrekin* · Thurrock* · Torbay* · Tyne & Wear · Warrington* · Warwickshire · West Midlands · West Sussex · West Yorkshire · Wiltshire · Worcestershire · York* 
Overig: Ceremoniële graafschappen · Traditionele graafschappen
Bedfordshire · Berkshire · Buckinghamshire · Cambridgeshire · Cheshire · Cornwall · Cumberland · Derbyshire · Devon · Dorset · Durham · Essex · Gloucestershire · Hampshire · Herefordshire · Hertfordshire · Huntingdonshire · Kent · Lancashire · Lincolnshire · Leicestershire · Middlesex · Norfolk · Northamptonshire · Northumberland · Nottinghamshire · Oxfordshire · Rutland · Shropshire · Somerset · Staffordshire · Suffolk · Surrey · Sussex · Warwickshire · Westmorland · Wiltshire · Worcestershire · Yorkshire
Overig: Stedelijke en niet-stedelijke graafschappen · Traditionele graafschappen